# Clash of Champions (2020)
Clash of Champions (2020) foi o quarto e último evento de luta profissional pay-per-view e transmissão ao vivo do Clash of Champions produzido pela WWE. Foi realizado para lutadores das divisões de marca Raw e SmackDown da promoção. O evento aconteceu no dia 27 de setembro de 2020, no WWE ThunderDome, realizado no Amway Center em Orlando, Flórida. Um evento foi planejado para 2021, mas sua data de setembro foi dada ao Extreme Rules. De acordo com o tema do evento, todos os campeonatos disponíveis para as marcas Raw e SmackDown na época foram defendidos com exceção do Campeonato de Duplas Femininas da WWE, que estava originalmente programado para ser defendido; no entanto, a partida foi cancelada porque as campeães não foram medicamente liberados para competir.
O evento estava originalmente programado para ser realizado em 20 de setembro de 2020, no Prudential Center em Newark, Nova Jersey, mas o governador Phil Murphy cancelou todas as grandes reuniões públicas de mais de 50 pessoas devido à pandemia do COVID-19. Com a residência da WWE no ThunderDome no Amway Center, que começou no final de agosto, o Clash of Champions foi posteriormente transferido para este local e adiado para 27 de setembro.
Oito lutas foram disputadas no evento, incluindo uma no pré-show. No evento principal, Roman Reigns derrotou Jey Uso por nocaute técnico para manter o Campeonato Universal do SmackDown. Na penúltima luta, Drew McIntyre derrotou Randy Orton em uma luta de ambulância para manter o Campeonato da WWE do Raw. Outras lutas proeminentes incluíram Bobby Lashley derrotando Apollo Crews para manter o Campeonato dos Estados Unidos do Raw, e na luta de abertura, Sami Zayn derrotou AJ Styles e o atual campeão Jeff Hardy em uma luta tripla de escadas para se tornar o Campeão Indiscutível Intercontinental do SmackDown.

## Produção

### Conceito
O Clash of Champions é um evento pay-per-view (PPV) recorrente estabelecido pela WWE em 2016. Semelhante ao seu antecessor Night of Champions, o conceito do show é que todos os títulos da WWE sejam defendidos no evento. O evento de 2020 contou com as marcas Raw e SmackDown e seus respectivos títulos - WWE Championship, Universal Championship, Raw Women's Championship, SmackDown Women's Championship, United States Championship, Intercontinental Championship, Raw Tag Team Championship, SmackDown Tag Team Championship, e o 24/7 Championship. O Womens's Tag Team Championship também foi originalmente programado para ser defendido, mas a luta foi cancelada um pouco antes do evento, pois as campeãs não tinham autorização médica para competir. O evento de 2019 também apresentou a marca 205 Live e seu Cruiserweight Championship, mas essa marca e título foram fundidos com o NXT no final de 2019.

#### Impacto da pandemia de COVID-19
Como resultado da pandemia de COVID-19, a WWE apresentou a maioria de sua programação no WWE Performance Center em Orlando, Flórida, desde meados de março, sem fãs presentes, embora no final de maio a promoção tenha começado a usar estagiários do Performance Center para servir como o público ao vivo, que foi expandido para amigos e familiares dos lutadores em meados de junho. Em 17 de agosto, a WWE anunciou que todos os futuros shows e pay-per-views seriam realizados no Amway Center, um espaço maior também localizado em Orlando, para o "futuro previsível", começando com o episódio de 21 de agosto do SmackDown. Além disso, os programas agora apresentam uma nova experiência de visualização de fãs chamada "ThunderDome", que utiliza drones, lasers, pyro, fumaça e projeções. Aproximadamente mil placas de LED foram instaladas no Amway Center para permitir que os fãs participassem virtualmente dos eventos gratuitamente e fossem vistos nas filas e mais filas de placas de LED. O áudio da arena também é mixado com o dos fãs virtuais para que os gritos dos fãs possam ser ouvidos. O próprio Clash of Champions foi originalmente agendado para 20 de setembro, mas foi adiado para 27 de setembro.

### Rivalidades
O show foi composto por oito lutas, incluindo uma no pré-show. As lutas resultaram de enredos roteirizados, onde os lutadores retratavam heróis, vilões ou personagens menos distintos em eventos roteirizados que geravam tensão e culminavam em uma luta ou série de lutas. Os resultados foram predeterminados pelos escritores da WWE nas marcas Raw e SmackDown, enquanto as histórias foram produzidas nos programas semanais de televisão da WWE, Monday Night Raw e Friday Night SmackDown.
No SummerSlam, Drew McIntyre derrotou Randy Orton para reter o WWE Championship. Na noite seguinte no Raw, McIntyre vangloriou-se com sua vitória contra "o maior lutador de todos os tempos" com um movimento de wrestling (um backslide), e afirmou que sabia que Orton queria uma revanche. Como McIntyre fez sua saída, Orton atacou McIntyre com dois Punts Kicks. Mais tarde, Orton foi confrontado pelo ex-lutador do NXT Keith Lee, fazendo sua estréia no Raw. Lee, em nome de McIntyre, desafiou Orton para uma luta. Os dois se enfrentaram naquela noite; no entanto, a luta terminou com uma vitória por desqualificação para Orton depois que McIntyre atacou Orton. Após a briga que se seguiu, Orton executou um terceiro Punt Kick em McIntyre, deixando-o afastado pelas próximas duas semanas. Lee então enfrentou Orton em uma revanche e em nome de McIntyre mais uma vez no Payback, onde Lee derrotou Orton. Na noite seguinte no Raw, três lutas foram marcadas com os vencedores de cada uma enfrentando um ao outro em um luta Triple Threat naquela noite para determinar o desafiante número um ao WWE Championship no Clash of Champions. Orton, Lee e Seth Rollins venceram suas respectivas lutas com Orton vencendo a triple threat que se seguiu para garantir outra oportunidade de título contra McIntyre. Ao longo daquela noite, McIntyre aplicou três Claymore Kicks em Orton. Na semana seguinte, McIntyre mudou a estipulação de sua luta para uma luta de ambulância. Também naquela noite, devido à incerteza se Orton conseguiria chegar ao Clash of Champions como resultado dos ataques de McIntyre na semana anterior, Lee enfrentou McIntyre em uma luta sem título onde se Lee vencesse, ele substituiria Orton no caso de Orton não poder competir no Clash of Champions; a luta, no entanto, terminou em no-contest quando o Retribution atacou Lee e McIntyre.
No Payback, Big E e Matt Riddle venceram suas respectivas lutas contra Sheamus e King Corbin, enquanto no evento principal, um Roman Reigns agora heel, que se aliou a Paul Heyman, venceu o Universal Championship. No SmackDown seguinte, uma luta fatal four-way entre Big E, Riddle, Corbin e Sheamus foi agendada para determinar o desafiante número um ao Universal Championship no Clash of Champions. No entanto, Sheamus atacou Big E nos bastidores, levando-o para fora da luta. Big E foi posteriormente substituído pelo próprio primo de Reigns, Jey Uso, que venceu a fatal four-way para ganhar a luta pelo título contra Reigns.
No SmackDown de 11 de setembro, Kalisto e Gran Metalik do Lucha House Party (acompanhados por seu colega de equipe Lince Dorado) derrotaram Cesaro e Shinsuke Nakamura, Campeões de Duplas do SmackDown, em uma luta sem título. Na semana seguinte, Cesaro e Nakamura foram escalados para defenderem os títulos contra Lucha House Party no pré-show do Clash of Champions.
Em maio de 2020, Sami Zayn foi destituído do Intercontinental Championship após se abster de competir durante a pandemia de COVID-19. Um torneio para determinar um novo campeão foi então vencido por AJ Styles no episódio de 12 de junho do SmackDown. Jeff Hardy então derrotou Styles para vencer o título no episódio de 21 de agosto; antes da luta, Styles atacou a perna de Hardy, o que levou a equipe médica a colocar uma joelheira na perna machucada de Hardy. Na semana seguinte, Styles interrompeu Hardy, sentindo que Hardy havia trapaceado em sua luta quando Hardy acertou Styles com sua joelheira. Com a saída de Hardy, no entanto, Zayn voltou com seu próprio cinturão, afirmando que era o verdadeiro campeão, pois nunca foi derrotado. Zayn então atacou Hardy enquanto Styles assistia e insultou Hardy depois. Nas semanas seguintes, todos os três discutiriam sobre quem era o verdadeiro campeão. A rivalidade finalmente atingiu um ponto de ebulição no episódio de 18 de setembro, quando Hardy, enfurecido, anunciou que defenderia o Intercontinental  Championship contra Styles e Zayn em uma luta Triple Threat de escadas no Clash of Champions. Na semana seguinte, foi anunciado que, para vencer a luta, os dois cinturões (o cinturão de Hardy e o cinturão falso de Zayn) deveriam ser recuperados para ser declarado o Campeão Intercontinental indiscutível.

#### Lutas canceladas
No Payback, Nia Jax e Shayna Baszler venceram o Women's Tag Team Championship, enquanto durante o pré-show, o The Riott Squad (Ruby Riott e Liv Morgan) derrotaram as The IIconics (Peyton Royce e Billie Kay). Na noite seguinte no Raw, o The Riott Squad enfrentou as The IIconics em uma revanche com a estipulação adicional de que o time vencedor ganharia uma chance pelo Women's Tag Team Championship, enquanta a dupla perdedora teria que ser desfeita. O Riott Squad ganhou a luta e a oportunidade de título, enquanto as The IIconics tiveram que se separar como uma equipe. A luta pelo título foi agendada para o Clash of Champions. No entanto, poucas horas antes do evento, a WWE anunciou que Jax e Baszler não tinham autorização médica para competir e como resultado a luta foi cancelada.

## Evento
| Função:                  | Nome:                     |
| ------------------------ | ------------------------- |
| Comentaristas em inglês  | Michael Cole (SmackDown)  |
| Comentaristas em inglês  | Corey Graves (SmackDown)  |
| Comentaristas em inglês  | Tom Phillips (Raw)        |
| Comentaristas em inglês  | Samoa Joe (Raw)           |
| Comentaristas em inglês  | Byron Saxton (Raw)        |
| Comentarista em espanhol | Carlos Cabrera            |
| Anunciadores de ringue   | Greg Hamilton (SmackDown) |
| Anunciadores de ringue   | Mike Rome (Raw)           |
| Árbitros                 | Jessika Carr              |
| Árbitros                 | Chad Patton               |
| Árbitros                 | Charles Robinson          |
| Árbitros                 | Ryan Tran                 |
| Árbitros                 | Drake Wuertz              |
| Árbitros                 | Rod Zapata                |
| Entrevistadores          | Charly Caruso             |
| Entrevistadores          | Kayla Braxton             |
| Entrevistadores          | Alyse Ashton              |
| Painel do pré-show       | Charly Caruso             |
| Painel do pré-show       | John "Bradshaw" Layfield  |
| Painel do pré-show       | Peter Rosenberg           |
| Painel do pré-show       | Booker T                  |

### Pré-show
Durante o pré-show do Clash of Champions, foi anunciado que as campeãs Nia Jax e Shayna Baszler, que deveriam defender o título contra o The Riott Squad (Ruby Riott e Liv Morgan), e Nikki Cross, que foi escolhida para enfrentar Bayley pelo SmackDown Women's Championship, não foram medicamente liberadas para competir no evento. A luta pelo Women's Tag Team Championship foi cancelada enquanto Bayley foi mantida para defender seu título contra outra oponente.
Ainda durante o pré-show, Cesaro e Shinsuke Nakamura defenderam o SmackDown Tag Team Championship contra Lucha House Party (Kalisto e Lince Dorado, acompanhados por Gran Metalik). Nakamura aplicou um Kinshasa em Kalisto que estava recebendo um Giant Swing realizado por Cesaro, para reter o título.

### Lutas preliminares
O pay-per-view começou com Jeff Hardy defendendo o Intercontinental Championship contra AJ Styles e Sami Zayn. Depois de uma disputa de idas e vindas, Zayn obteve dois pares de algemas do bolso do paletó. Ele usou a primeira algema em Hardy, enfiando-a no lóbulo da orelha de Hardy e algemando Hardy a uma escada. Zayn então usou o segundo par para algemar a si mesmo e a Styles. No clímax, Zayn destravou sua algema (usando uma chave que ele estava escondendo em sua boca) e algemou Styles, que estava lutando com Hardy, em uma escada. Zayn então subiu a escada e soltou os dois títulos para se tornar o Campeão Intercontinental indiscutível. Após a luta, Zayn declarou que não era o novo campeão, mas que ainda era o campeão, pois nunca havia perdido o título em primeiro lugar.
Em um rápido segmento nos bastidores, uma defesa improvisada do 24/7 Championship ocorreu quando Drew Gulak do SmackDown derrotou o campeão R-Truth para vencer o título pela primeira vez.
Em seguida, Asuka defendeu o Raw Women's Championship contra Zelina Vega. No final, Asuka forçou Vega a desistir com um Asuka Lock para reter o título. Após a luta, Asuka afirmou que Vega não estava pronta para ela; no entanto, ela mostrou respeito ao se curvar a Vega, que então atacou Asuka.
Depois disso, Bobby Lashley (acompanhado por MVP e Shelton Benjamin) defendeu o United States Championship contra  Apollo Crews (acompanhado por Ricochet). Lashley forçou Crews a desistir em um Hurt Lock para reter o título.
Em seguida, The Street Profits (Angelo Dawkins e Montez Ford) defenderam o Raw Tag Team Championship contra Andrade e Angel Garza. O final viu o que parecia ser uma finalização malfeita, após Dawkins realizar o slam Sky High em Andrade, ele derrotou Andrade, que deu kick ou em dois, mas o árbitro ainda contou três para o The Street Profits reter o título. Mais tarde, foi relatado que Garza havia sofrido uma lesão no joelho e um sinal sonoro foi chamado para encerrar a luta.
Nos bastidores, enquanto o novo Campeão 24/7 Drew Gulak era entrevistado sobre a conquista do título antes, R-Truth atacou Gulak com uma tigela de aço por trás e o imobilizou para recuperar o título pela quadragésima vez.
Em seguida, a Campeã Feminina do SmackDown Bayley saiu para abordar sua luta pelo título, na qual ela estava originalmente programada para defender o título contra Nikki Cross. Como Cross não tinha autorização médica para competir, Bayley lançou um desafio aberto a qualquer competidora pelo título. Depois que ninguém aparentemente respondeu à chamada, Bayley começou a comemorar como se tivesse vencido por desistência, no entanto, a Campeã Feminina do Raw Asuka aceitou o desafio. No final, Bayley acertou Asuka com uma cadeira, e Asuka venceu por desqualificação, porém Bayley manteve o título. Após a luta, a ex-parceira de duplas de Bayley, Sasha Banks (que Bayley havia traido e atacado nas últimas semanas) apareceu e atacou Bayley com uma cadeira de aço.
Na penúltima luta, Drew McIntyre defendeu o WWE Championship contra Randy Orton em uma luta de ambulância. Ao longo da luta, Orton foi atacado pelas lendas que ele havia atacado nos últimos meses, incluindo Big Show, Christian e Shawn Michaels. No final, McIntyre aplicou um Claymore Kick em Orton e o colocou na parte de trás da ambulância, no entanto, antes de McIntyre fechar as portas, ele executou a própria manobra de Orton, o Punt Kick, em Orton (que Orton também usou para atacar as lendas menconadas) e depois fechou as portas da ambulância para reter o título. Dirigindo a ambulância estava Ric Flair, outra lenda que foi atacada por Orton.

### Evento principal
Na luta principal, Roman Reigns (acompanhado por Paul Heyman) defendeu o Universal Championship contra seu primo Jey Uso. Reigns dominou Jey após o que, ele implorou a Jey para tratá-lo como o "Tribal Chief" e o chefe da família Anoa'i. Jey recusou e, eventualmente, fez um retorno, no entanto, durante uma tentativa de imobilização, Reigns deu um golpe baixo em Jey quando ele deu kick out. Reigns então continuou a afirmar seu domínio sobre Jey, que se recusou a ceder às exigências de Reigns. O irmão lesionado de Jey, Jimmy Uso, saiu, pronto para jogar a toalha, no entanto, Jey implorou para que ele não o fizesse. Nos momentos finais, Reigns atacou violentamente um Jey praticamente inconsciente com uma fúria de golpes, obrigando Jimmy a jogar a toalha, assim Reigns manteve o título por nocaute técnico. Após a luta, Jimmy cuidou de Jey e relutantemente disse a Reigns que ele era o chefe. Heyman então adornou Reigns com uma guirlanda enquanto Reigns celebrava sua vitória.

## Depois do evento

### Raw
Na noite seguinte no Raw, o Campeão da WWE Drew McIntyre abriu o show e comemorou sua vitória sobre Randy Orton com Big Show, Ric Flair, Christian e Shawn Michaels. Orton então apareceu no TitanTron e declarou que sua guerra com McIntyre não havia acabado até que ele tivesse conquistado o WWE Championship e então declarou que McIntyre pagaria pelo que fez. Provando afirmar seu domínio como campeão de luta, McIntyre então lançou um desafio aberto a qualquer competidor que ainda não havia enfrentado. Mais tarde no programa, o retorno de Robert Roode, em sua primeira aparição desde março de 2020, respondeu ao desafio. McIntyre posteriormente derrotou Roode para reter o título. Antes do final do show, no entanto, Orton mais uma vez atacou Big Show, Flair, Christian e Michaels, que estavam jogando pôquer na sala das lendas. Na semana seguinte, Orton desafiou McIntyre para uma luta Hell in a Cell no pay-per-view Hell in a Cell, que McIntyre aceitou.
Asuka defendeu o Raw Women's Championship contra Zelina Vega em uma revanche. Vega perdeu mais uma vez depois de se submeter a um Asuka Lock.
Também no Raw seguinte, The Hurt Business (o Campeão dos Estados Unidos Bobby Lashley, MVP e Shelton Benjamin) enfrentaram a equipe de Apollo Crews, Ricochet e Mustafa Ali em uma luta de trios. Ali conquistou a vitória para sua equipe ao pinar MVP.
A luta pelo Women's Tag Team Championship originalmente agendada, que não aconteceu no evento, iria eventualmente acontecer no Raw de 5 de outubro. Na luta que se seguiu, as atuais campeãs Nia Jax e Shayna Baszler derrotaram The Riott Squad (Ruby Riott e Liv Morgan) para reter o título.

### SmackDown
O episódio seguinte do SmackDown, o Campeão Universal Roman Reigns (acompanhado por Paul Heyman) veio para abordar o que aconteceu no pay-per-view. Reigns afirmou que fez o que tinha que fazer e chamou Jey Uso. Jey então apareceu e afirmou que Reigns havia mostrado sua verdadeira face. No entanto, Reigns afirmou que Jey não o reconheceu como o "Tribal Chief". Reigns afirmou que tudo o que ele queria fazer era dar a Jey os holofotes do evento principal, no entanto, Jey envergonhou sua família. Depois de Reigns criticar Jey ainda mais, ele então deu a Jey outra revanche pelo título no Hell in a Cell em um luta Hell in a Cell.
Também no SmackDown seguinte, Sasha Banks desafiou Bayley pelo SmackDown Women's Championship, agendado para a semana seguinte, que foi também a primeira noite do WWE Draft de 2020. Na semana seguinte, Banks derrotaria Bayley por desqualificação depois que Bayley a acertou com uma cadeira de aço, após o que Banks iria desafiar Bayley para uma revanche pelo título no Hell in a Cell em um luta Hell in a Cell. A luta seria oficializada no dia seguinte.
Jeff Hardy recebeu uma revanche pelo Intercontinental Championship contra Sami Zayn. Zayn reteve o título após fazer Hardy acertar a cabeça na argola no ringue.

## Resultados
| Nº                                          | Resultados                                                                                            | Estipulações                                                         | Tempo |
| ------------------------------------------- | --- | -------------------------------------------------------------------- | ----- |
| Pré- show                                   | Cesaro e Shinsuke Nakamura (c) derrotaram Lucha House Party (Kalisto Lince Dorado) (com Gran Metalik) | Luta de duplas pelo WWE SmackDown Tag Team Championship              | 10:45 |
| 1                                           | Sami Zayn derrotou Jeff Hardy (c) e AJ Styles                                                         | Luta triple threat de escadas pelo WWE Intercontinental Championship | 26:35 |
| 2                                           | Asuka (c) derrotou Zelina Vega por submissão                                                          | Luta individual pelo WWE Raw Women's Championship                    | 7:05  |
| 3                                           | Bobby Lashley (c) (com MVP e Shelton Benjamin) derrotou Apollo Crews (com Ricochet) por submissão     | Luta individual pelo WWE United States Championship                  | 8:15  |
| 4                                           | The Street Profits (Angelo Dawkins e Montez Ford) (c) derrotaram Andrade e Angel Garza                | Luta de duplas pelo WWE Raw Tag Team Championship                    | 8:15  |
| 5                                           | Asuka derrotou Bayley (c) por desqualificação                                                         | Luta individual pelo WWE SmackDown Women's Championship              | 3:45  |
| 6                                           | Drew McIntyre (c) derrotou Randy Orton                                                                | Luta de Ambulância pelo WWE Championship                             | 21:35 |
| 7                                           | Roman Reigns (c) (com Paul Heyman) derrotou Jey Uso por nocaute técnico                               | Luta individual pelo WWE Universal Championship                      | 22:55 |
| (c) – Refere-se aos campeões antes da luta. | |                                                                      |       |